# The Game (músico)
Jayceon Terrell Taylor (Compton, California, 29 de noviembre de 1979), conocido por su nombre artístico The Game, es un rapero estadounidense. Ganó popularidad tras el éxito de su álbum debut The Documentary, bajo la producción de G-Unit.
Es considerado como uno de los raperos de la nueva generación de la costa oeste, y así lo manifiesta el mismo en muchas entrevistas y conciertos.

## Carrera musical

### Comienzos, influencias y juventud
The Game nacido como Jayceon Terrell Taylor nació en Los Ángeles, California y creció en Compton, California. Pasó parte su vida en la banda de los Bloods en un barrio conocido como Santana Block a pesar de que creció para convertirse en un miembro de los Bloods. En octubre de 2006 una entrevista con el corresponsal de noticias de MTV Sway Calloway, The Game describió su familia como "disfuncional" y afirmó que su padre abusó de una de sus hermanas. Después de graduarse en el Compton High School durante 1999, Taylor asistió a la Universidad Estatal de Washington con una beca de baloncesto, pero fue expulsado durante el primer semestre debido a acusaciones de drogas. Fue entonces cuando comenzó a traficar con drogas. A la edad de dieciocho, comenzó a seguir la vida delictiva de su hermanastro, "Big Fase 100", que fue el líder de los Cedar Block Pirus.
En 2001 The Game llevaba un reparto de droga en el que fue disparado 5 veces. Entonces, mientras estaba en el hospital, The Game mandó a su hermano a que le comprara todos los discos de los raperos del momento y desde entonces y planificando su estrategia estudiando diversos álbumes clásicos del rap (tal y como aparece en la letra de "Dreams"), emprendió su carrera como rapero. Inmediatamente después hizo un Mixtape y se lo entregó a su hermano para que lo difundiera y 5 meses después sería descubierto por Dr. Dre. Que poco después lo fichó para su productora, Aftermath Entertainment.

### Discos independientes, paso a productora mayor yG-Unit
The Game desarrollo una estrategia para convertirse en rapero, con la ayuda de Big Fase, que fundó El Black Wall Street Documents.. El sello presentó originalmente artistas tales como Copas Malone, Vita, y Nu Jerzey Diablo, junto con The Game. Su nombre fue heredado por su abuela, que siempre decía que era el "juego" de algo. The Game empezó a obtener notoriedad cuando asistió a una batalla de hip-hop organizada por Russell Simmons y Louis Farrakhan, su primer trabajo fue el mixtape "You Know What It Is Vol. 1" en 2002, seguido por un contrato discográfico con el sello independiente, Get Baja Recordz propiedad de la JT Bigga Figga. Originalmente Sean Combs de Bad Boy Records iba a firmar con The Game para su discográfica, pero este y su mixtape llamaron la atención del famoso productor Dr. Dre, que lo contrató para su sello Aftermath Entertainment en 2003. En octubre de 2004, lanzó su primer álbum Untold Story con Get Low Recordz, que vendió más de 300.000 copias en sus tres primeros meses. El álbum incluía artistas tales como Sean T, Young Noble (de Outlawz) y JT Bigga Figga. The Game también apareció en varias mixtapes organizadas por DJ's como DJ Kayslay, DJ Whoo Kid y DJ Clue. 
The Game también publicó una segunda mixtape You Know What It Is Vol. 2 a través de su propio sello discográfico y apareció en el videojuego NBA Live 2004, sobre una canción producida por Fredwreck llamado "Can't Stop Me".
También hizo muchas mezclas con temas de Eazy-E. The Game lleva tatuado en su pecho N.W.A., el logotipo de la ciudad de Los Ángeles debajo del ojo derecho y dedicatorias a Eazy-E y 2pac además de otros muchos tatuajes.

### Aftermath Entertainment,The Documentaryy feudos con raperos

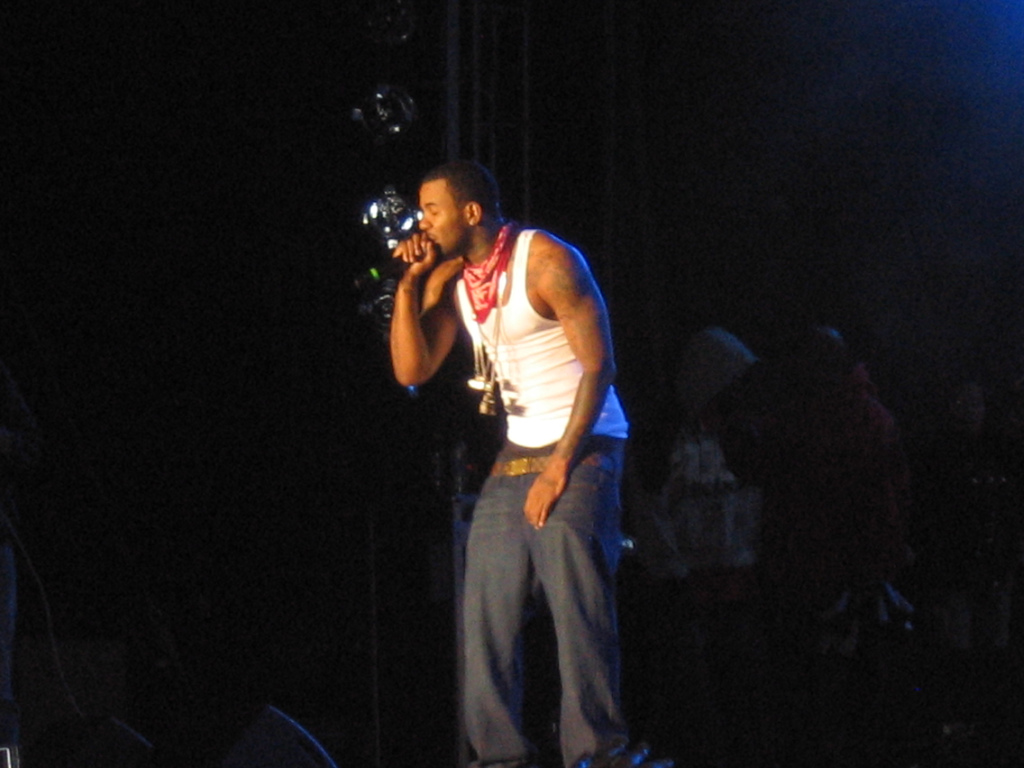
The Game en la República Checa durante 2007.

The Game fue originalmente firmado como artista en Aftermath Entertainment, pero el presidente de Interscope Records Jimmy Iovine y Dr. Dre decidieron que The Game también trabajaría con 50 Cent y G-Unit. El acuerdo era ayudar a construir un creciente rumor en torno a The Game, que también serviría de combustible en G-Unit. Desde entonces, hizo numerosas apariciones en videos musicales de 50 Cent, Lloyd Banks, Young Buck y Fabolous, su primera aparición fue en el video de "In da Club", bailando con una chica. Su primer sencillo, "Westside Story", fue lanzado en 2004. 
El título original del disco era una Nigga Wit 'Attitude Volumen 1 (como se oye en la letra de "Dreams"), pero una Acción jurisdiccional presentada por la viuda de Eazy-E le impidió utilizar el nombre del disco de N.W.A. en el título del álbum. Dr. Dre y 50 Cent fueron los productores ejecutivos del álbum debut de The Game en una productora mayor, The Documentary, que dio lugar a la singles de éxito como "How We Do" y "Hate It or Love It" (este último recibió dos nominaciones al Grammy). El álbum debutó en el número uno en el Billboard 200 y fue el décimo mejor álbum más vendido de 2005 en los Estados Unidos. También debutó en el número siete en el Reino Unido y vendió más de cinco millones de copias en todo el mundo.
Lil' Eazy-E, un joven rapero y el hijo de rapero Eazy-E, entró en un feudo con The Game. Los dos solían ser colaboradores cercanos e incluso grabaron música juntos. Lil' Eazy-E ha dirigido insultos en numerosas canciones dirigidas al rapero y expresó su enojo porque sentía que The Game usó mal de nombre de su padre. The Game respondió afirmando que Lil 'Eazy-E se molestó por el éxito que alcanzó con The Documentary. The Game respondió en la canción "120 Bares", donde afirmó que Lil' Eazy-E no escribe sus propias letras. No obstante, él preferiría no tener un feudo con Lil' Eazy-E, debido al profundo respeto que siente por su padre. Lil 'Eazy-E respondió más tarde con "They Know Me". El 30 de octubre de 2006, The Game fue a KDAY y dijo que él y Lil' Eazy-E han terminado su feudo. 
El némesis de Dr. Dre, Suge Knight tuvo un feudo con The Game que comenzó cuando Yukmouth afirmó que The Game había sido abofeteado por Suge Knight. Después de los BET Awards de 2005, los socios de Death Row tenían invitaciones a una fiesta organizada por Ciara. Supuestamente, un miembro de Death Row Records trató de robar la cadena de The Game. The Game dijo en su página web Black Wall Street que no le gusta Suge Knight por "la vida peligrosa". En Miami, en los MTV Video Music Awards de 2005, Suge Knight fue herido de bala en la fiesta de Kanye West por un pistolero desconocido. The Game negó rotundamente su participación en el tiroteo. Más tarde, The Game y diversos representantes de la peña de California de rap formaron un tratado "de paz de la costa oeste" para poner fin a las rivalidades que existen entre los raperos de la Costa Oeste. A pesar de todo Suge Knight no asistió y The Game declarado el feudo acabado.
A principios de 2005, The Game inició una disputa con G-Unit. Incluso antes de que el primer álbum de The Game fuese lanzado, su disputa se hizo pública, hubo tensión entre The Game y 50 Cent. Poco después de The Documentary, The Game fue expulsado de G-Unit Records. 
50 Cent también afirmó que no estaba recibiendo su crédito adecuado para la creación del álbum y afirmó que él escribió seis de las canciones, The Game lo negó. Durante ese conflicto, un miembro de la comitiva de The Game fue disparado después de una confrontación en el estudio de la Hot 97 de Nueva York. Después de la extraña situación entre ellos, 50 Cent y The Game celebraron una conferencia de prensa para anunciar su reconciliación. Pero sus fanes tenía sentimientos diferentes en cuanto a si los raperos estaban creando un truco publicitario para aumentar las ventas de los dos álbumes que cada uno acababan de publicar. Sin embargo, incluso después de la situación, al parecer, se había desinflado, G-Unit siguió en feudo con The Game, denunciando su credibilidad en la calle, en los medios de comunicación y afirmó que sin su apoyo, no va a marcar un éxito de su segundo álbum. The Game respondió durante una actuación en el Summer Jam y puso en marcha un boicot de G-Unit llamado "G-Unot", nació entonces el movimiento G-Unot fundado por The Game.
Después de la actuación en el Summer Jam, The Game respondió con "300 Bares and Runnin'", unos insultos, dirigido a G-Unit, así como miembros de Roc-A-Fella Records en la mixtape "You Know What It Is Vol. 3". 50 Cent respondió a través de su vídeo de la canción "Piggy Bank", que cuenta con The Game como Mr. Potato y también parodias de otros rivales. The Game lanzó dos mixtapes más, "Ghost Unit" y un mixtape/DVD llamado "Stop Snitchin, Stop Lyin". 
50 Cent contratacó con "Not Rich, Still Lyin'", donde se burla de The Game. Además, G-Unit ha empezado a responder a numerosas mixtapes y varios miembros nuevos de G-Unit como Spider Loc comenzaron a insultar a The Game. El cual hizo la canción "240 Bars (Spider Joke)" dirigida principalmente a Spider Loc, pero también dirigida a Tony Yayo y el grupo de rap M.O.P.
En octubre de 2006, The Game extendido un tratado de paz a 50 Cent, al cual no se respondió inmediatamente. Sin embargo, un par de días después en Power 106, declaró que el tratado sólo se ofreció durante un día. En Doctor's Advocate, dice que la disputa puede sentirse en algunas de las canciones. La disputa ganó interés cuando Tony Yayo supuestamente golpeó al hijo del presidente de Czar Entertainment Jimmy Rosemond, de catorce años. The Game respondió a ese asunto en "Body Bags". Desde que Young Buck fue despedido de G-Unit, ha habido entrevistas tanto de The Game y Young Buck afirmando que nunca tuvieron un problema entre ellos. En una entrevista Young Buck dijo que conocía el apoyo de The Game y que Lloyd Banks y Tony Yayo no lo alcanzaron a él.
En la canción "Better on the Other Side", The Game, dice que Michael Jackson y Diddy ayudaron a terminar la disputa.

### Continúan las disputas,Geffen RecordsyDoctor's Advocate

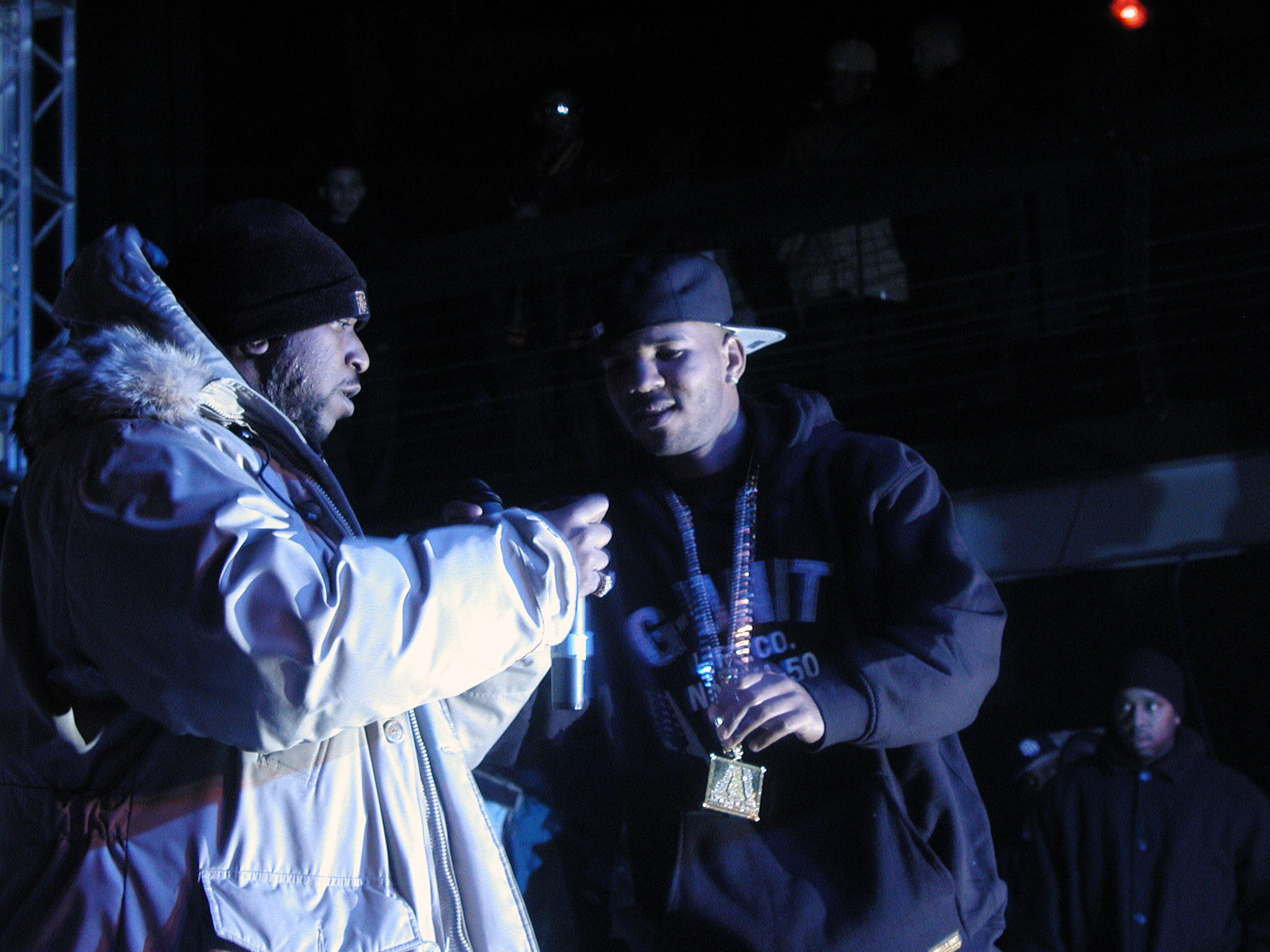
The Game con Kool G Rap durante un concierto en 2006.

Debido a sus disputas con 50 Cent, Game dejó Aftermath Entertainment y firmó con Geffen Records (otra etiqueta de la Universal Music Group) para poner fin con G-Unit en el verano de 2006. El segundo álbum del rapero, Doctor's Advocate fue liberado el 14 de noviembre de 2006. Este álbum fue establecido por Game para demostrar que es capaz de hacer buena música y ser un artista de éxito sin la ayuda de Dr. Dre o 50 Cent. También está trabajando con su propio sello, Black Wall Street Records. Si bien se dijo que Dr. Dre todavía tuvo algo que ver en la producción del álbum, en la edición de noviembre de la revista XXL, admitió en septiembre (después de la entrevista que se llevó a cabo en XXL) en la estación de radio Power 105 que Dr. Dre no produce ninguna de las pistas (aunque cuatro temas inéditos producidos por Dr. Dre fueron puestos en libertad en Internet, pero no se dio razón de por qué no se incluyeron en el álbum). El álbum debutó en el número uno en los EE. UU., vendiendo más de 358.000 copias en su primera semana.
El rapero Yukmouth, que también tuvo una pelea con Game por primera vez en un club nocturno. Game lanzó una "diss" dirigido a Yukmouth usando el ritmo de "I Got 5 on It", una canción que Yukmouth hizo cuando era parte del grupo Luniz. Yukmouth respondió con una canción que se burla de su apariencia. Los dos más tarde trataron de enterrar el hacha de guerra debido a un amigo personal e incluso grabaron una canción juntos llamada "Peace". Sin embargo, la pelea siguió después, de que Game, insultase a Yukmouth en "Peace" (ya que grabaron sus versos por separado).
En mayo de 2007, Game, dijo durante el rodaje de "Beef IV" que su tercer álbum, LAX, sería el último, y explicó que tres discos serán suficientes. "Game's Pain" fue el primer sencillo del álbum.
La disputa entre Game y Roc-A-Fella Records surgió de una antigua rivalidad con Memphis Bleek sobre el nombre de su productora (Get Low Records), que era similar a la de Game (Get Low Recordz). En el sencillo "Westside Story", Game hizo un insulto que se percibe como algo dirigido a Jay-Z, aunque Game declaró que se dirigía hacia Ja Rule. Más tarde, Jay-Z realizó un freestyle en Funkmaster Flex, el programa de Radio Hot 97 y en ella, en repetidas ocasiones utilizó la palabra "Game", que algunos aficionados al hip-hop creen que se iba dirigida a Game. Game respondió con 'My Bitch" en el que el primer verso se dirige a G-Unit, el segundo verso se dirige a Jay-Z y el tercera verso a Suge Knight.

### LAX,Interscope Recordsy pequeños feudos
LAX fue puesto en libertad el 22 de agosto de 2008. Game confirmó que se trataba de su último álbum. Los sencillos de LAX fueron "Game's Pain" con Keyshia Cole, "My Life" con Lil' Wayne, "Dope Boys" con Travis Barker y "Camera Phone" con Ne-Yo. El álbum debutó en el número dos en el Billboard 200.
El excompañero de equipo, Bishop Lamont, pasó a la ofensiva sobre Game en el programa de radio "Hoodhype" por satélite en noviembre de 2008. En la mayor parte de la entrevista, Lamont se refiere a Game como "Baby Girl", "Cariño" y "Star Face". También dijo que Game era "bipolar" y un "falso colega cabron". Llegó a decir que 50 Cent había salvado su carrera, como Game se iba a caer ya que 50 Cent escribía sus estribillos. Bishop explicó además a HipHopDX.com "Ha sido así durante años," pero no dijo nada del Dr. Dre. Las cosas cambiaron cuando Game fue supuestamente insultado Lamont y Glasses Malone en un club de Houston. Después de lo desafió a una pelea en el aparcamiento, pero Game denegó la proposición. Al día siguiente, juego apareció en la radio e insultó a los dos raperos de la costa Oeste.
El 5 de febrero de 2009, Game, dijo en la radio que tenía todavía un gran disputa con 50 Cent. Cuando se le preguntó acerca de la pelea entre 50 Cent y Rick Ross, Game se puso del lado de 50 Cent y dijo que las cosas no pintan bien para Rick Ross. Sin embargo, se ofreció su ayuda a Rick Ross para salir de esa situación.
Aunque juego había declarado anteriormente que LAX sería su último álbum, en algún momento después de su lanzamiento, dijo, "Interscope no quieren que me retire, que quieren que regrese en febrero con un nuevo álbum, que está tan lejos de mi radar es ridículo. Ahora, si me dan como cinco, diez millones de dólares o algo que hacer... yo soy la cosa más grande ahora, con el fallecimiento reciente de G-Unit, y es solo eso, tío". Antes de empezar su cuarto álbum su contrato con Geffen Records terminó y se fue a Interscope Records.
En julio de 2009, Jimmy Rosemond había declarado que Game firmó con Interscope Records para su próximo álbum.
El 3 de octubre de 2009, Snoop Dogg publicó una foto en Twitter de sí mismo, el Dr. Dre y Game en el estudio juntos. La fotografía fue hecha el día anterior e indica que Game ha empezado a trabajar otra vez con Dr. Dre después de varios años. La productora de Dre, Aftermath Entertainment, es una de las etiquetas que opera bajo Interscope.

### Westside Connection, se terminan los feudos yThe R.E.D. Album
En 2008 comenzaron unos rumores que decían que The Game podría unirse al grupo Westside Connection y así unirse a Lench Mob (la productora de Ice Cube) para suplir a Mack 10 en el grupo. Game lo negó, pero Cube en una entrevista dijo que es una buena idea. Por ahora ninguna de las partes ha confirmado nada.
Se confirmó en mayo de 2009, que comenzó a trabajar en un nuevo álbum, The R.E.D. Album, con Timbaland y Drumma Boy en el álbum. Game lanzó el sencillo "Better on the Other Side", un homenaje a Michael Jackson, el 26 de junio de 2009, el día después de la muerte de Jackson. Cuenta con Diddy, Mario Winans, Chris Brown, Usher & Boyz II Men. Un par de días más tarde, se disculpa con 50 Cent y Interscope Records concluyendo así oficialmente su disputa con 50 Cent y G-Unit. A finales de 2009, acorta su apodo a Game a secas.
Poco después de terminar su feudo con 50 Cent y G-Unit, Game comenzó a alimentar su pelea con Jay-Z, tomando fotos de él repetidamente. Game también habló mal de la esposa de Jay-Z, Beyonce Knowles, y grabó una canción insultante para Jay-Z con Jaz-O, el hombre que fue mentor Jay-Z en las primeras etapas de la carrera de Jay-Z.
Finalmente su nuevo disco salió a la luz el 23 de agosto de 2011 vendiendo más de 96.000 copias en su primera semana, cuenta con la colaboración de artistas como Lil Wayne, Dr. Dre, Snoop Dogg, Drake, Rick Ross, Chris Brown, Nelly Furtado, Lloyd, Tyler, The Creator...
Pasado los días del lanzamiento de The R.E.D. Album Game aumenta la tensión entre el y Jigga (apodo de Jay-Z) lanzando al internet una canción llamada "Daytona 500 (500 Bars)" una canción de 23 minutos en la que tiene como cover el tema y sencillo del álbum colaborativo de Jay-Z con Kanye West "Watch The Throne" llamada "Otis". Anteriormente de que Game lanzará The R.E.D. Album Lanzón un mixtape llamado "HoodMorning (Candy Coronas) (No Typo)" el cual su primer sencillo fue "Uncle Otis" una respuesta directa al tema de Kanye y Jay anteriormente mencionado.

## Otras apariciones
Colaboró con Snoop Dogg en la canción Gangbangin' 101 en el álbum Tha Blue Carpet Treatment .Como resultado de su fama, Game se aventuró en áreas fuera del rap. Fue elegido para jugar y comprar una gran selección de acciones para los ya desaparecidos, Inglewood Cobras un equipo franquicia ABA. Game también hizo incursionó en la actuación. En 2004, tuvo un papel menor al poner su voz al personaje "B-Dup", en el videojuego Grand Theft Auto: San Andreas. También puso su voz en el videojuego Def Jam: Icon. En 2006, hizo su debut en el cine en Waist Deep, como un personaje llamado "Big Meat".  Actualmente se encuentra filmando dos películas más. Game también se ha asociado con 310 Motoring para crear su propio zapato llamado The Hurricanes. Una porción de los ingresos del zapato son donados a las víctimas del Huracán Katrina.
En agosto de 2007, Game y un séquito de 12, incluyendo gente como Omarion tocaron en un concierto en Luanda, Angola, en dos fechas, el 11 de agosto y 12 de agosto en el Cine Atlántico producido por la Casa Blanca company. 
A finales de 2007, Game se convirtió en el gerente del dúo de rap Horrorcore, Axe Murder Boyz.

## Vida personal
Game tiene tres niños, dos hijos y una hija. El primer hijo de Game se llama Harlem Caron Taylor y nació el 30 de junio de 2003. Baron Davis, un compañero de equipo de baloncesto en la escuela secundaria, y actual NBA All-Star, fue nombrado padrino de Harlem. 
El diario Los Angeles Times informó que a partir de 2006, Game es un residente de Glendale, California, después de comprar una casa el 4 de noviembre de 2005 en el barrio de Kenneth. Más tarde la casa de Glendale fue puesta en venta y se mudó a la zona de Porter Ranch. Game anunció que estaba comprometido con la actriz y modelo Valeisha Butterfield, la hija del Congresista de los EE. UU. GK Butterfield. La pareja se establece en casarse en marzo de 2007, pero la boda fue cancelada en junio de 2006.

## Cuestiones jurídicas
Game, Snoop Dogg y Tha Dogg Pound, fueron demandados por agredir a un fan en el escenario en mayo de 2005 en el concierto en el Anfiteatro del Río Blanco en Auburn, Washington. El acusador, Richard Monroe, Jr., afirmó que fue golpeado por el entorno de los artistas durante el montaje del escenario. Él alegó que "fue invitado" a salir al escenario. Antes de que pudiera salir, los guardaespaldas de Snoop lo agarraron y lo golpearon hasta quedar inconsciente. La demanda se centra en una compensación de 22 millones de dólares en daños compensatorios, negligencia, y la imposición intencional de angustia emocional. Las partes en cuestión aparecieron en la corte en abril de 2009.
El 28 de octubre de 2005, Game fue acusado de conducta desordenada y resistencia al arresto en Greensboro. En un momento, la policía dijo que sus compañeros fueron rociados con gas pimienta cuando rodearon a los agentes de forma amenazante. Los oficiales de seguridad del centro comercial, dijeron que el rapero llevaba una máscara de Halloween en la cara, filmaba a los compradores, maldecía en voz alta, y se negó a salir cuando se le pidió. Game afirmó que los agentes actuaron de una forma exagerada y que no hizo nada malo cuando fue rociado con gas pimienta por la seguridad del centro comercial. Los cinco oficiales involucrados en el incidente terminaron demandándolo por difamación.
El 11 de mayo de 2007, Game fue detenido en su domicilio según los informes en relación con un incidente en un partido de baloncesto en el sur de Los Ángeles en febrero de 2007. Él fue acusado de haber amenazado a una persona con un arma de fuego. El arresto tuvo lugar después de que su casa fue registrada durante tres horas. Game fue puesto en libertad temprano al día siguiente tras pagar la fianza de 50.000 dólares. 
El 9 de enero de 2008, un juez de Los Ángeles proclamó el 4 de febrero como fecha de inicio para el juicio por asalto y portación de armas. Tras declararse nolo contendere de un delito mayor posesión de armas, el 11 de febrero, Game fue condenado a 60 días de cárcel, 150 horas de servicio comunitario y tres años de libertad condicional.

## Discografía
Artículo principal: Discografía de Game
- The Documentary (2005)
- Doctor's Advocate (2006)
- LAX (2008)
- The R.E.D. Album (2011)
- Jesus Piece (2012)
- Year of The Wolf (2014)
- The Documentary 2 y 2.5 (2015)
- 1992 (2016)
- Born 2 Rap (2019)
- DRILLMATIC Heart vs. mind (2022)

## Filmografía
| Año  | Título                         | Papel    | Notas                |
| ---- | ------------------------------ | -------- | -------------------- |
| 2004 | Grand Theft Auto: San Andreas  | B-Dup    | Videojuego, solo voz |
| 2004 | Life in a Day: The DVD         | El mismo | Papel pequeño        |
| 2005 | The Documentary DVD            | El mismo |                      |
| 2005 | Beef 3                         | El mismo | Papel pequeño        |
| 2006 | Stop Snitchin, Stop Lyin' DVD  | El mismo |                      |
| 2006 | Waist Deep                     | Big Meat |                      |
| 2006 | Doctor's Advocate DVD          | El mismo |                      |
| 2007 | Def Jam: Icon                  | El mismo | Videojuego, solo voz |
| 2007 | Tournament of Dreams           | —        |                      |
| 2007 | Beef 4                         | El mismo | Papel pequeño        |
| 2008 | Street Kings                   | Grill    |                      |
| 2008 | Belly 2: Millionaire Boyz Club | G        |                      |
| 2008 | Life After the Math            | El mismo |                      |
| 2009 | House Arrest                   | —        |                      |
| 2019 | All-Star Weekend               | Tanner   |                      |

## Premios

### Premios Grammy
| Categoría              | Género  | Asunto                           | Año  | Resultado |
| ---------------------- | ------- | -------------------------------- | ---- | --------- |
| Mejor canción de rap   | Rap     | "Hate It or Love It"             | 2006 | Nominado  |
| Mejor actuación de dúo | Directo | "Hate It or Love It" con 50 Cent | 2006 | Nominado  |

### Premios BET
| Categoría           | Género | Asunto                           | Año  | Resultado |
| ------------------- | ------ | -------------------------------- | ---- | --------- |
| Mejor Nuevo Artista | Rap    | General                          | 2005 | Nominado  |
| Mejor Colaboración  | Rap    | "Hate It or Love It" con 50 Cent | 2005 | Nominado  |

### Billboard Music Awards
| Categoría                    | Género | Asunto          | Año  | Resultado |
| ---------------------------- | ------ | --------------- | ---- | --------- |
| Mejor artista de R&B/Hip-Hop | Rap    | General         | 2005 | Ganador   |
| Mejor Álbum de Rap           | Rap    | The Documentary | 2005 | Nominado  |

### ECHO Awards
| Categoría                                  | Género | Asunto  | Año  | Resultado |
| ------------------------------------------ | ------ | ------- | ---- | --------- |
| Mejor artista internacional de R&B/Hip-Hop | Rap    | General | 2006 | Nominado  |

### MTV Video Music Awards
| Categoría          | Género | Asunto               | Año  | Resultado |
| ------------------ | ------ | -------------------- | ---- | --------- |
| Mejor Video de Rap | Rap    | "Hate It or Love It" | 2005 | Nominado  |

### Ozone Awards
| Mejor artista de Rap de la Costa Oeste | Rap | General           | 2007 | Ganador |
| Mejor álbum de rap de la costa oeste   | Rap | Doctor's Advocate | 2008 | Ganador |